# SU Agen Football
Sporting Union Agen Football là một câu lạc bộ bóng đá Pháp thành lập năm 1922. Đội  có trụ sở tại thị trấn Agen và sân vận động của đội là Parc Municipal des Sports. Kể từ mùa giải 2009-10, đội chơi ở giải vô địch nghiệp dư Championnat de France 2 bảng F.

## liên kết ngoài
- Website chính thức (tiếng Pháp)